# Arquebisbat de Burgos
L' arquebisbat de Burgos (en llatí: Archidioecesis Burgensis) és una seu metropolitana de l'Església catòlica a Espanya, i presideix la província eclesiàstica de Burgos, amb quatre diòcesi sufragànies: Bilbao, Osma-Sòria, Palencia i Vitòria.
La diòcesi va ser establerta pel rei Alfons VI de Lleó en 1075, i elevada a seu metropolitana per Gregori XIII el 22 d'octubre de 1574.

## Història

### Bisbat de Burgos (1075-1574)
La diòcesi d'Auca va existir en aquesta zona durant els segles III-VII, fins que la ciutat de Auca (Oca) va ser destruïda durant la invasió musulmana del segle viii. A partir de llavors i durant els segles IX al XI hi haurà bisbes residint a Amaya, Valpuesta, Muñó, Sasamón i Oña.
Totes aquestes seus són suprimides l'any 1075, quan el rei Alfons VI de Lleó restaura de manera definitiva i oficial l'antiga seu d'Oca primer al poble de Gamonal i més tard a la ciutat de Burgos, de manera que la diòcesi de Burgos és continuació canònica d'aquest bisbat. El papa Urbà II va confirmar la restauració en 1095.
Segons Alfons VI, l'Església de Burgos havia de ser tinguda com a mare i cap de totes les esglésies de Castella. La seu burgalesa comença a cobrar una creixent importància que s'anirà acreixent fins ben entrat el segle xvi.
En 1075 Alfons VI cedeix el seu palau de Burgos al bisbe Simó per construir-hi la primera catedral romànica. Per aquest motiu inicialment el bisbat s'establís al proper poble de Gamonal, ja que la ciutat mancava d'un lloc adequat per a tal fi.
L'any 1081 se celebra a Burgos un concili nacional que, influït pels monjos benedictins procedents del monestir de Cluny, confirma l'abolició del ritu mossàrab i l'adopció del ritu romà.
Burgos depenia originàriament de l'arxidiòcesi de Tarragona, però a causa de les pressions de l'arquebisbe de Toledo, el papa Urbà II concedeix a la seu burgalesa l'exempció, quedant sotmesa directament a Roma en 1097.
Durant el bisbat de Maurici (1213-1238) s'organitza el cabildo, promulgant els estatuts coneguts com a Concòrdia Mauriciana. Aquest cabildo pot jutjar en civils i criminals en segona instància, i gaudeix d'exempció fins al segle xviii, estant sotmès directament al papa.
Amb el suport de Ferran III el Sant comencen en 1221 les obres per substituir la catedral romànica per l'actual obra gòtica. La construcció va tenir un impuls decisiu amb els bisbes Alonso de Cartagena (1435-1456) Luis de Acuña y Osorio (1456-1495), Fra Pascual de Ampudia (1496-1512 i Juan Álvarez de Toledo (1537-1550). La catedral de Burgos és Patrimoni de la Humanitat des de 1984.
Durant l'edat mitjana i fins a la fi del segle xvi la ciutat de Burgos és un punt clau en el camí de Sant Jaume i important centre cultural.
Aquí trobem sants com Énnec d'Oña, sant Domènec de Silos, sant Sisebut de Cardeña, sant Lesmes, sant Amaro, sant García, sant Julián, sant Juan d'Ortega, santa Casilda, sant Fernando, santa Trigidia, el beat Diego Luis de San Vitores.
A Burgos van treballar grans artistes com el Maestro Enrique, Juan Pérez, Joan de Colònia, Simó de Colònia, Juan de Vallejo, Gil de Siloé, Diego de Siloé, Felipe Vigarny, Simón de Bueras, Alonso de Sedano, Juan de Arfe, Pedro Colindres, el Mestre de Silos, entre molts altres.
D'entre els bisbes destaquen:
- Juan Cabeza de Vaca (1407-1413), autor d'unes constitucions sinodals que sentin les bases d'una profunda reforma eclesiàstica.
- Pablo de Santa María (1415-1435).
- Francisco de Mendoza y Bobadilla (1550-1566), qui, aplicant la doctrina de Trento, va fundar el primer seminari conciliar d'Espanya, va organitzar la cúria diocesana i va ordenar una labor d'estadística amb criteris moderns.

Cap a 1560 hi havia no menys de 12.000 clergues burgalesos.

### Arquebisbat de Burgos (des de 1574)
Per petició de Felip II, en 1574 Gregori XIII va elevar la diòcesi de Burgos a seu metropolitana, sent el seu primer arquebisbe Francisco Pacheco de Toledo (1567-1579).
En prendre possessió com a arquebisbe de Burgos, Fernando de la Puente y Primo de Rivera va fundar el Boletín Oficial del Arzobispado de Burgos el gener de 1858.

## Jurisdicció d'Abadengo
L'arquebisbat tenia jurisdicció d'abadengo sobre les vila de Arcos en el Partit de Burgos i Villasur de Herreros en el de Juarros. L'Arquebisbe nomenava el seu Alcalde Ordinari.

## Territori de la diòcesi
Està situada al nord d'Espanya, en la província de Burgos, part de la comunitat autònoma de Castella i Lleó, dividida en tres rectories i 15 arxiprestats:
| Vicaria | Arxiprestats           | Parròquies |
| Norte   | Amaya                  | Valles de Palenzuela, Barrios de Villadiego, Melgar de Fernamental, Sasamón, Villadiego, Yudego, Arenillas de Riopisuerga, Coculina, Castrojeriz, Iglesias, Boada de Villadiego, Villadiego, Los Balbases, Humada, Revilla Vallejera, Pedrosa del Príncipe, Las Hormazas, Villahizán de Treviño, Guadilla de Villamar, Palacios de Riopisuerga, Pedrosa del Páramo, San Quirce de Riopisuerga, Villegas, Villusto. |
|         | Medina                 | Villalba de Losa, Nofuentes, La Aldea del Portillo, San Martín de Don, Quincoces de Yuso, Trespaderne, Cubillos de Losa, Moneo, Momediano, Pedrosa de Tobalina, Medina de Pomar, Frías. |
|         | Merindades             | Cilleruelo de Bezana, Baranda de Montija, Pedrosa de Valdeporres, Cornejo de Sotoscueva, Soncillo, Vírtus, Villarcayo, Bisjueces, Espinosa de los Monteros, Arija, Manzanedo, Lozares, Condado de Valdivielso, Salazar de Villarcayo. |
|         | Miranda de Ebro        | Buen Pastor, Espíritu Santo, Nuestra Señora de Los Ángeles, San José, San Nicolás de Bari, Santa Casilda, Santa María, Arce-Mirapérez, Orón, Suzana, Bugedo, Santa Gadea del Cid, Pancorbo, Bardauri. |
|         | Oca-Tirón              | Rojas de Bureba, Oña, Los Barrios de Bureba, Buezo, Quintanaélez, Poza de la Sal, Fresneda de la Sierra Tirón, Busto de Bureba, Madrid de las Caderechas, Rublacedo de Arriba, Pradoluengo, Calzada de Bureba, Quintanilla del Monte en Juarros, Monasterio de Rodilla, Briviesca, Quintanilla San García, Quintanavides, Redecilla del Camino, Abajas, Castil de Peones, Belorado, Cerezo de Río Tirón, Villafranca Montes de Oca, Bañuelos de Bureba. |
|         | Ubierna-Urbel          | Santibáñez-Zarzaguda, Marmellar de Arriba, Rioseras, Montorio, Las Celadas, La Nuez de Abajo, Llanillo de Valdelucio, Masa, Sargentes de la Lora, Basconcillos del Tozo, Vivar del Cid, Avellanosa del Páramo, Sotragero, Villanueva de Río Ubierna, Cobos de Molina, Gredilla de Sedano, Arroyal, Hontomín, Sedano, Quintanadueñas, Quintanilla Vivar, Ubierna. |
| Centro  | Burgos - Gamonal       | El Espíritu Santo, El Salvador, La Inmaculada Concepción, Nuestra Señora de Fátima, Nuestra Señora la Real y Antigua de Gamonal, San Fernando Rey, San Juan de Ortega, San Juan Evangelista, San Pablo Apóstol, Santo Domingo de Guzmán, Villayuda - Castañares, Villímar, Villayerno Morquillas. |
|         | Burgos-Vega            | La Santa Cruz, Nuestra Señora del Pilar, San Antonio Abad, San Cosme y San Damián, San José Obrero, San Julián Obispo, San Pedro y San Felices, Cortes. |
|         | Burgos-Vena            | La Anunciación de Nuestra Señora, Nuestra Señora de las Nieves, Nuestra Señora del Rosario, Sagrada Familia, San Esteban, San Gil Abad, San Rafael, San Lesmes Abad, San Lorenzo el Real, San Martín de Porres, San Pedro de la Fuente, Santiago y Santa Águeda, Villalonquéjar, Villatoro. |
|         | San Juan de Ortega     | Villoruebo, Modúbar de la Emparedada, Sarracín, Mozoncillo, Buniel, Orbaneja Ríopico, Villacienzo, Los Ausines, Las Quintanillas, San Vicente (Villagonzalo Pedernales), Arcos de la Llana, Quintanapalla, Cardeñajimeno, Olmos de Atapuerca, Pedrosa de Muñó, Revilla del Campo, Palacios de Benaver, Villasur de Herreros, Hurones, Vilviestre de Muñó, Tardajos, San Millán de Juarros, Cardeñadijo, Isar, San Juan de Ortega, Villalbilla de Burgos, Cavia, Cubillo del César, Arlanzón, Villafría de Burgos, Ibeas de Juarros, Celada del Camino, Cogollos. |
| Sur     | Aranda                 | El Patriarca San José, San Juan de la Vera Cruz, San Pedro Regalado, Santa Catalina, Santa María, Santo Domingo de Guzmán, Villalba de Duero. |
|         | Arlanza                | Villamayor de los Montes, Villaquirán de los Infantes, Santa María del Campo, Lerma, Covarrubias, Presencio, Santo Domingo de Silos, San Lorenzo (Villafruela), Puentedura, Villalmanzo, Villahoz, Quintanilla de la Mata, Bahabón de Esgueva, Torrepadre, Villaverde Mogina, Santillán, Mecerreyes, Cilleruelo de Arriba, Cilleruelo de Abajo, Villangómez, Santa Cecilia |
|         | La Sierra              | Canicosa de la Sierra, Vizcaínos de la Sierra, Palacios de la Sierra, Barbadillo del Mercado, Hortigüela, Hacinas, Hontoria del Pinar, La Gallega, Campolara, Huerta de Arriba, Hoyuelos, Salas de los Infantes, Quintanar de la Sierra, Castrovido. |
|         | Roa                    | Roa, Guzmán, Hontangas de Roa, Berlangas de Roa, Campillo de Aranda, Tórtoles de Esgueva, Castrillo de la Vega, Quintana del Pidio, Torresandino |
|         | Sto. Domingo de Guzmán | Fuentespina, Sinovas, Caleruega, Vadocondes, Hortezuelos, Quemada, Villalbilla de Gumiel, Gumiel de Hizán, Peñaranda de Duero, Zazuar, Quintanarraya, La Vid, Arauzo de Torre, Arauzo de Salce, Coruña del Conde, Peñalba, Huerta de Rey, Arauzo de Miel, Valdeande, Baños de Valdearados, Tubilla del Lago, Sta. María del Mercadillo, Villanueva de Gumiel, Briongos de Cervera, Ciruelos de Cervera, Espinosa de Cervera. |

## Diòcesis sufragànies
De l'arxidiòcesi de Burgos depenen quatre diòcesis:
- Diòcesi de Bilbao
- Diòcesi d'Osma-Sòria
- Diòcesi de Palència
- Diòcesi de Vitòria

## Episcopologi
- Llista de bisbes de Burgos

## Sants i beats
Sants i beats vinculats a l'arxidiòcesi de Burgos per naixement o per haver-hi viscut:
- Sant Sisebut
- Sant Énnec
- Santa Casilda
- San Lesmes
- Sant Domènec de Guzmán
- Sant Julià
- Sant Pere Regalado
- Sant Domènec de Silos
- Sant Cirilo Beltrán
- Sant Rafael Arnaiz Barón
- Beat Manés de Guzmán
- Beat Diego Luis de San Vitores